# ABC Danmark (De Bhutanesiske Samfund I Danmark)
ABC Danmark (De Bhutanesiske Samfund I Danmark) er en nonprofit organisation, der koordinerer støtten til bhutanske flygtninge i Danmark. Organisationen blev dannet i 2010 for at repræsentere nyligt genbosatte statsløse bhutanske flygtninge.
Bhutanske flygtninge flygtet fra Bhutan og er blevet genbosat i Danmark gennem FN’s flygtningehøjkommissariat (UNHCR). De fleste af dem tilhører den nepalesisktalende Lhotshampa-befolkning, der blev frataget deres statsborgerskab og forfulgt af Bhutans regering i 1990’erne.

## Baggrund
Bhutanske flygtninge er Lhotshampas ("sydlændinge"), en gruppe af nepalesisktalende bhutanske folk. Disse flygtninge registrerede sig i flygtningelejre i østlige Nepal i 1990’erne som bhutanske statsborgere, der flygtede eller blev deporteret fra Bhutan under protesten mod den bhutanske regering af nogle af Lhotshampas’ene, der krævede menneskerettigheder og demokrati. Fra 1991 søgte over en sjettedel af Bhutans befolkning asyl i Nepal, Indien og andre lande rundt om i verden. Over 105.000 Bhutanske har tilbragt 15-20 år i UNHCR-drevne flygtningelejre i Nepal.

## Aktiviteter
Organisationen koordinerer statslige og ikke-statslige organisationer, der yder økonomisk og rådgivende støtte til bhutanske flygtninge i Danmark.ABC Danmark organiserer forskellige aktiviteter såsom sprogkurser, festivaler, foredrag og workshops om bhutansk historie, kultur og religion. Det samarbejder også med andre organisationer og institutioner, der arbejder med flygtninge og udviklingsspørgsmål.

## Statsløshed
Ifølge UNHCR har Danmark genbosat 874 bhutanske flygtninge siden 2008. En af de største udfordringer for det bhutanske samfund i Danmark er statsløshed. Mange af de genbosatte flygtninge har ikke et gyldigt pas eller et bevis på deres identitet. Dette begrænser deres muligheder for at rejse, studere eller arbejde i udlandet. Det bhutanske samfund i Danamark er blevet efterladt uden statsborgerskab, selv efter at have boet lovligt i 15 år i landet. Repræsentanter fra ABC Danmark har aktivt ført kampagner for at få støtte til at finde en løsning på denne situation.